# Ellervik
Ellervik är en bebyggelse mellan tätorterna Bergvik och Marmaverken i Söderala socken i Söderhamns kommun. Från 2015 avgränsar SCB här en småort. Småorten ingick tidigare i tätorten Bergvik.